# Girjet
Girjet (Gestion Aerea Ejecutiva) war eine spanische Fluggesellschaft mit Sitz in Barcelona. Vom Heimatflughafen Barcelona wurden größtenteils Charterflüge geflogen.

## Geschichte
Girjet wurde am 28. Februar 2003 gegründet und nahm den Flugbetrieb am 31. Juli 2003 auf. Ende April 2007 wurde eine von zwei Boeing 747-200F von Martinair übernommen, um Frachtflüge aufzunehmen. Von Saragossa aus wurde Fracht nach Südafrika und USA transportiert.
Mitte März 2008 hat man GirJet die Flugbetriebslizenz (AOC) entzogen.

## Flotte

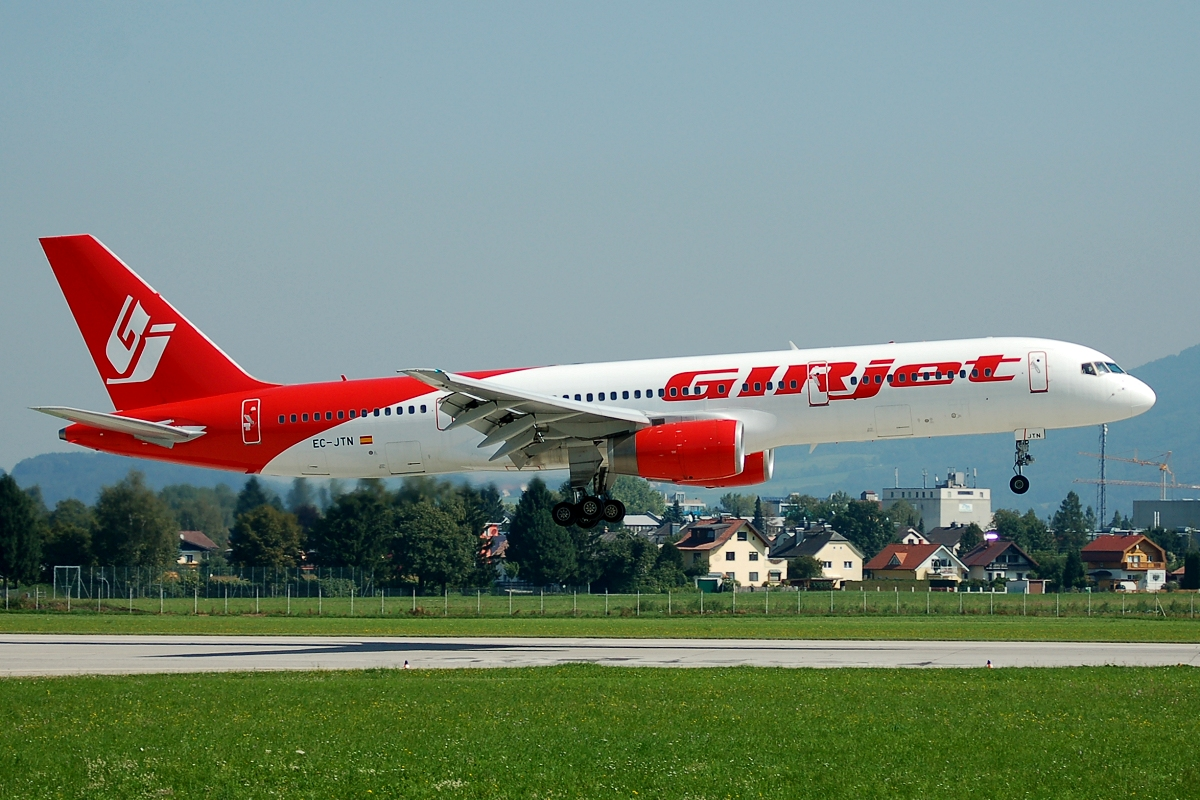
Boeing 757-200 von Girjet

(Stand: März 2008)
- 1 Boeing 747-200F (stillgelegt)
- 1 Boeing 757-200 (stillgelegt)